# Carlos Ott (historiador)
Karl Borromaeus Ott, conhecido no Brasil como Carlos Ott (Bieringen, Baden-Württemberg, 13 de outubro de 1908 - Salvador, 1997), foi um historiador, arqueólogo, pesquisador e professor alemão naturalizado brasileiro e radicado no estado da Bahia, onde foi pioneiro em diversos estudos, em especial na arte sacra Baiana.

## Biografia
Karl Borromaeus Ott entrou para a Ordem dos Frades Menores, adotando o nome de Frei Fidélis Ott. Bacharelou-se em Filosofia na Alemanha e doutorou-se em Teologia em 1937 pela Pontifícia Universidade Antonianum de Roma. Chegou ao Brasil em decorrência do trabalho religioso, mas pouco tempo depois abandonou a vida religiosa e passou a se dedicar ao ensino e à pesquisa da arte colonial, folclore, arqueologia, pré-história e história da Bahia. Posteriormente se naturalizaria brasileiro com o nome de Carlos Ott.
Em 29 de novembro de 1941 esteve entre os signatários da primeira ata dos professores da recém-fundada Faculdade de Filosofia da UFBA, e foi um dos fundadores do curso de Antropologia, onde a partir de 8 de novembro de 1947 lecionou Etnologia Geral e do Brasil. Foi um dos pioneiros no estudo da Pré-História e Arqueologia baianas, sendo o primeiro a dedicar-se profundamente ao campo, identificando e estudando vários sítios arqueológicos e deixando uma contribuição importante. Fez estudos sobre a arte rupestre da Serra do Mulato, na região de Juazeiro, e do sítio Buraco d'Água, na região de Campo Formoso, e na Toca do Cachimbo, em Serrinha, estudou material cerâmico. Suas pesquisas resultaram nas obras Contribuição à Arqueologia Baiana (1944), Vestígios de cultura indígena no sertão da Bahia (1945), e especialmente Pré-História da Bahia (1958). Seu interesse pelo campo continuou até o fim da vida, publicando depois outros trabalhos.

Carlos Ott em 1945

Participou na década de 1940 da equipe do Escritório de Planejamento Urbano da Cidade do Salvador. Em 1947 foi convidado por Godofredo Rabelo de Figueiredo Filho para trabalhar no departamento baiano do Serviço do Patrimônio Histórico e Artístico Nacional (SPHAN), sendo contratado em 1 de junho e incumbido de fazer pesquisas em antigos arquivos. Contudo, segundo consta na correspondência de Godofredo Filho, seu trabalho foi inicialmente prejudicado porque não conseguiu estabelecer um bom relacionamento com os curadores de arquivos de instituições religiosas e do município de Salvador, ficando mais limitado à pesquisa no Arquivo Público do Estado.
O interesse do SPHAN em relação à pesquisa, naquele momento, era obter informações sucintas sobre os monumentos a fim de instruir processos de tombamento ou restauro, mas ainda segundo a correspondência interna, Ott se empenhava em uma pesquisa excessivamente detalhada de caráter historiográfico, que ultrapassava as necessidades práticas administrativas, além de criticar a metodologia de alguns colegas, fatores que criaram outros atritos. Ao estudar sua atuação no órgão, a pesquisadora Ana Teresa de Mattos considerou que "essas situações, entretanto, foram sendo contornadas, diante do valor reconhecido nas contribuições prestadas por ele ao conhecimento da arte baiana, e do esforço demonstrado por atender às expectativas de seus superiores, ficando todas as discussões mantidas pelos dirigentes nesse sentido, registradas nas correspondências de trabalho". Por outro lado, seu minucioso trabalho sobre a Santa Casa de Misericórdia da Bahia foi considerado muito bem-vindo e foi publicado na íntegra pelo SPHAN. Na opinião do futuro titular da Diretoria de Tombamento e Conservação, Augusto Carlos da Silva Telles, Ott tornou-se um dos principais pesquisadores do quadro da instituição. Participou dos principais círculos acadêmicos e institucionais da Bahia, onde eram realizadas as discussões e estudos a respeito da historiografia geral da Bahia e da historiografia da arte, e nesta época publicou diversos trabalhos na Revista do Patrimônio Histórico e Artístico Nacional.
Segundo Mattos, o trio formado por Carlos Ott, Godofredo Filho e José Valladares, criou o primeiro modelo de fichas para inventário de bens móveis do SPHAN, aprovado em 1955 por Carlos Drummond de Andrade, que comandava o setor de organização e indexação dos arquivos para facilitar as pesquisas e buscas por informações. Segue abaixo, trecho do parecer de Drummond sobre o assunto:
Voltando a considerar importante assunto [...] a respeito da necessidade que se nos afigura, agora mais do que nunca, inadiável, de proceder-se sistematicamente ao inventário, para tombamento, de todos os bens móveis integrados em cada edifício tombado, remeto-lhe nesta data, sob registro aéreo, os modelos de fichas que, a nosso ver, poderão ser adotados para o fim em vista, pedindo-lhe que nos transmita sua opinião sobre aquele que parecer mais conveniente, se o nº 1, sugerido pelo nosso caro Valladares, se o nº 2, mais simples e barato, pois precisaremos de milhares de fichas, modelo que planejei e o Dr. Ott achou mais adequado e prático.
Em 1955 foi secretário da II Reunião Brasileira de Antropologia, e seus trabalhos foram destaque no IV Colóquio Internacional de Estudos Luso-Brasileiros, realizado em Salvador em 1959. Também foi membro do Instituto Geográfico e Histórico da Bahia, da Sociedade Brasileira de Pesquisa Histórica, e do Centro de Estudos Baianos da UFBA, onde foi um dos professores do Curso de Estudos Baianos. Deu aulas de Francês e Latim no Instituto de Educação Isaias Alves, onde também criou a disciplina Estudos Baianos. Falava oito idiomas e escreveu muitos ensaios e artigos que foram publicados em revistas especializadas e jornais, bem como muitos livros versando sobre a história da Bahia e a história das artes na Bahia.
Seu corpo foi enterrado no Cemitério dos Estrangeiros, e foi homenageado com o nome de uma rua no bairro Stella Maris, em Salvador.

## Legado
Na década de 1950 já era chamado na imprensa de "especialista infatigável que tem descoberto dados da maior importância para a história da arte brasileira", e em vida foi considerado um dos principais estudiosos da história da Bahia, deixando uma contribuição vasta e variada, tratando, entre outros, de temas como a cultura material arqueológica e indígena da Bahia, influência portuguesa na cultura, fortificações de Salvador, história e geografia baianas, formação e evolução étnica de Salvador e seu folclore, legislação sobre arquitetura na Bahia colonial, história das artes plásticas e sobre diversos conjuntos arquitetônicos religiosos da capital e do interior do estado, incluindo seus acervos artísticos.

Homenagem a Carlos Ott no lançamento de seu livro Atividade Artística nas Igrejas do Pilar e de Sant'Ana da Cidade do Salvador.

No campo da historiografia da arte e arquitetura baianas deu contribuições fundamentais que representaram um avanço significativo em relação ao conhecimento anterior e ainda são obras de referência, e fez parte de um pequeno grupo de pesquisadores, onde se incluem Marieta Alves, Germain Bazin e Robert Smith, que "dominaram a historiografia, especialmente a referente à arte conhecida como colonial, até recentemente".
Contudo, muitas conclusões que publicou foram criticadas à luz de pesquisas mais recentes. Segundo Elvis Pereira Barbosa, sua obra Pré-História da Bahia (1958) "tornou-se um clássico da Arqueologia da Bahia", mas "os trabalhos do professor Carlos Ott na área da Arqueologia ocorreram por conta de algumas investigações que hoje poderíamos chamar de 'amadorísticas', mas que resultaram nas primeiras informações de cunho científico sobre os sítios arqueológicos da Bahia". Suas pequisas foram qualificadas por Carlos Costa como "excelentes marcadores de um fazer embrionário da Arqueologia na Bahia", contribuindo com "dados importantes sobre locais de ocupação passada", mas "são pouco confiáveis para as interpretações arqueológicas, na medida em que se apoiam em especulações, às vezes baseadas em visões equivocadas e etnocêntricas".
Seu trabalho sobre a evolução étnica da cidade de Salvador, na análise de Antonio Cosme Lima da Silva, tem importância por ser um dos poucos a tratar deste tema, compilando muitos dados valiosos, mas é impregnado de preconceitos religiosos e raciais, estabelece hierarquias entre as etnias e minimiza a participação negra e indígena na construção da cultura e do folclore.
No campo da história da arte, muitas das suas ideias sobre o contexto artístico e social, estilos e atribuições de autoria de obras anônimas se revelaram questionáveis ou errôneas, e hoje estão ultrapassadas. Ele trabalhava em um campo ainda pouco explorado, e não obstante, em outros aspectos deu contribuições importantes, em particular no estabelecimento do perfil e de uma metodologia de estudo da Escola Baiana de Pintura. Também desenterrou uma massa de informações valiosas sobre a história de monumentos, igrejas e irmandades, e encontrou em recibos e outros documentos os nomes, obras e dados biográficos de muitos artistas antes desconhecidos, realizando, na avaliação da pesquisadora Maria de Fátima Hanaque Campos, "um salto de qualidade na pesquisa histórica sobre o patrimônio artístico cultural da Bahia", publicando livros e artigos que estão entre os destaques da historiografia produzida no século XX.
Além disso, segundo Campos, o volumoso conjunto de transcrições de documentos antigos e mais de 800 fichas de registro sobre obras de arte, que compilou em décadas de atividade em antigos arquivos de irmandades e igrejas, é "de suma importância para a pesquisa de campo. [...] Devido à sua importância e, também, pelo fato de alguns documentos não mais existirem, a Coleção Arquivo Carlos Ott tornou-se imprescindível para tais estudos". Este material após sua morte foi doado pela família ao Centro de Estudos Baianos da UFBA, junto com  seu acervo bibliográfico, composto por 1.600 volumes de livros e 228 títulos de periódicos.
No campo da história religiosa, destacam-se seu achado de vários originais inéditos de Frei Antônio de Santa Maria Jaboatão e cerca de 170 sermões inéditos de Frei Raimundo Nonato da Madre de Deus Pontes.

## Publicações

### Livros e ensaios
- Vestígios de cultura indígena no sertão da Bahia (1945)[2][1][27]
- Arquitetura histórica das artes plásticas na Bahia, 1550-1900[2]
- Formação e evolução da cidade de Salvador - O folclore baiano. (tomo I, 1955 - tomo II, 1957)[2][1]
- Bailes pastoris (1958)[2][1]
- Pré-História da Bahia (1958)[28]
- A Santa Casa da Misericórdia da Cidade do Salvador (1960)[29]
- A pintura na Bahia, 1549-1850. In: Alves, Marieta. História das Artes na cidade de Salvador. Salvador: pp. 67-108, (1967)
- História da igreja de Nossa Senhora do Rosário de Cachoeira (1978)[30]
- Atividades Artísticas nas Igrejas do Pilar e de Santana da Cidade do Salvador (1979)[31]
- Evolução das Artes Plásticas nas Igrejas do Bonfim, Boqueirão e Saúde (1979)[32]
- A Casa da Câmara da Cidade do Salvador (1981)[33]
- A Escola Bahiana de Pintura (1982)[34]
- Monumentos Históricos e Artísticos do Município de São Francisco do Conde (1984)
- Kunstfuehrer durch die Stadt Salvador (1987)
- A catedral da cidade do Salvador (1987)[35]
- Artistic guide of the city of Salvador 1988)
- Igreja e convento de São Francisco (1988)[36]
- O Carmo e a Ordem 3ª do Carmo da cidade do Salvador (1989)[37]
- Pequena história das artes plásticas na Bahia, entre 1550-1900 (1989)[38]
- Guia Artístico da Cidade do Salvador, vol. 1 e 2 (1990)
- Filosofia da arte portuguesa e da Brasileira, vol. 1 e 2 (1990)[39]
- História das Artes Plásticas na Bahia, 1550-1900[40]
- Povoamento do Recôncavo pelos Engenhos, 1536 a 1888 (1996)[41]

### Artigos especializados
- Frei Raimundo Nonato da Madre de Deus Pontes. Revista do IGHB, Salvador: v. 67, pp. 290-293, 1941.
- O claustro do convento de São Francisco da Bahia. Revista do IGHB, Salvador: v. 68, pp. 91-98, 1942.
- O livro dos guardiães do convento de São Francisco da Bahia. Revista do IGHB, Salvador: v. 69, pp.1-58, 1943.
- Os Azulejos do Convento de São Francisco da Bahia. Revista do SPHAN, Rio de Janeiro: Ministério da Educação e da Saúde, n.07, 1943.
- Noções sobre a procedência da arte da pintura na província da Bahia. Revista do Patrimônio Histórico e Artístico Nacional, Rio de Janeiro, vol. 11, pp. 197-224, 1947[42].
- Documentos inéditos da História e Geografia da Bahia. Revista do IGHB, Salvador: v.75, pp. 9-54, 1948-49.
- Os Mataroás. In: Anais do primeiro congresso de história da Bahia. Salvador: Tipografia Beneditina Ltda, 1950.[43]
- A teoria do conhecimento em São Boaventura. Arquivos da UFBA, Faculdade de Filosofia I, Salvador, pp. 49-89, 1952[44].
- A formação da mentalidade baiana. Arquivos da UFBA, Faculdade de Filosofia II, Salvador, pp. 57-70, 1953[45].
- Influência portuguesa na formação da cultura baiana no século XVII. Revista do IGHB, Salvador, v.80, pp. 51-114, 1956.
- O Forte do Mar, na Bahia. Revista do Patrimônio Histórico e Artístico Nacional, Rio de Janeiro, vol. 13, pp. 85-108, 1956.[46]
- Bahia als Kunststadt. Staden-Jahrbuch. São Paulo, Vol. V, pp. 137-146, 1957.
- O Forte de Santo Antônio da Barra. Revista do Patrimônio Histórico e Artístico Nacional, Rio de Janeiro, vol. 14, pp. 135-160, 1959.[47]
- A Santa Casa da Misericórdia da Cidade do Salvador. Revista do SPHAN, Rio de Janeiro: Ministério da Educação e da Saúde, n. 21, 1960.
- José Joaquim da Rocha. Revista do Patrimônio Histórico e Artístico Nacional, n.15, pp. 71-108, 1961[48].
- A Igreja e o convento de Palma. Revista Ya-Uatá da Faculdade de Filosofia da Universidade Católica de Salvador, Salvador, ano 3, pp. 54-71, 1962.
- A Irmandade de Nossa Senhora do Rosário dos Pretos do Pelourinho. Afro-Ásia, Salvador, n. 6-7, pp. 119-126, 1968.[49]
- A transformação do culto da morte da Igreja do Bonfim em santuário de fertilidade. Afro-Ásia, Salvador, n. 8-9, pp. 35-39, 1969.[50]
- Influência Alemã no Barroco Luso-brasileiro. Universitas, Salvador, n. 2, pp. 67-77, 1969.[51]
- Kostbare Kachein in Salvador. Revista Südamerika. Buenos Aires, vol. 20, pp. 165-171, 1970.
- A Colaboração do Clero na Decoração das Igrejas Baianas. Universitas, Salvador, n. 5, pp. 85-98, 1970.[52]
- A contribuição baiana na formação da arte regional. Universitas, Salvador, n. 6/7, pp. 417-431, 1970.[53]
- Influência arábica na arte baiana. Afro-Ásia, 10-11, pp. 35-43, 1970.[54]
- A construção do edifício da Faculdade de Filosofia. Universitas, Salvador, n. 12/13, pp. 223-229, 1972.[55]
- A casa Marback. Universitas, Salvador, n. 21, pp. 45-68, 1978.[56]
- A filosofia do Barroco baiano. Universitas, Salvador, n.  22, pp. 71-82, 1978.[57]
- A Igreja de São Pedro Velho. Anais do Arquivo do Estado da Bahia, Salvador, vol. 44, pp. 245-260, 1979.[58]
- É abstrata a arte indígena brasileira? Revista de Ciências Humanas da Universidade Federal da Bahia, n. 1, pp. 127-133, 1980.
- A legislação sobre arquitetura na Bahia entre 1631-1900. Revista Monumento, Salvador, n. 14, pp. 18-19, 1981.
- A Igreja e o convento do Carmo da Cachoeira. Revista monumento, Salvador. n. 15, pp. 15-17, 1981.
- Igreja da Barroquinha. Anais do Arquivo do Estado da Bahia, Salvador, vol. 45, pp. 243-253, 1981.[59]
- Dois pintores do século XVIII de nome José Pinhão de Matos. Revista do Instituto do Patrimônio Artístico e Cultural da Bahia, Salvador, n. 16, pp. 13-14, 1981.
- Igreja e convento da Piedade. Revista Monumento, Salvador, n. 9, pp. 15-18, 1982
- Igreja da Ajuda. Anais do Arquivo do Estado da Bahia, Salvador, vol. 46, pp. 319-343, 1982.[60]
- A Aldeia de Índios do Espírito Santo (Abrantes). Universitas, Salvador, n. 37, pp. 3-14, 1986.[61]
- O Sobrado de João de Matos de Aguiar. Universitas, Salvador, n. 39, pp. 13-18, 1987.[62]

### Artigos em jornais e revistas
- Em torno de um livro (Robert C. Smith, Arquitetura Colonial, Bahia, 1954). Suplemento do Diário de Notícias, 20 de março de 1955.
- Quem construiu o Paço Saldanha? A Tarde, Salvador, 15 de abril de 1967.
- A inspiração da pintura baiana no período colonial. Revista Porto de Todos os Santos, Salvador, Departamento de Educação Superior e Cultura (DESC), n. 2, pp. 91-121, 1968.
- Os aleijadinhos do aleijadinho. Tribuna da Bahia, 14 de maio de 1974.
- A fachada da Igreja de Santo Antônio da Barra. A Tarde, Salvador,  19 de fevereiro de 1984.